# ساره آرین
ساره آرین (زاده خرداد ۱۳۵۹ در تهران) هنرپیشهٔ اهل ایران است که عمدتاً به‌دلیل بازی در فیلم آواز قو و هزاران چشم شناخته می‌شود.

## فیلم‌شناسی
او فقط در فیلم سینمایی آواز قو همراه با بهرام رادان در سال ۱۳۷۹ بازی کرد.
ضمناً در یک اپیزود از مجموعهٔ هزاران چشم ساخته کیانوش عیاری در سال ۱۳۸۱ نیز بازی کرد.